# Викуп кров'ю
«Викуп кров'ю» (англ. Blood Ransom) — незалежний американсько-філіппінський романтичний трилер про вампірів 2014 року, написаний і знятий Френсісом Дела Торре з Енн Кертіс і Александром Дреймоном у головних ролях. «Кривавий викуп» знімали в Каліфорнії з травня по червень 2012 року.

## Сюжет
Фільм починається з титрів, які знайомлять із головною героїнею та світом вампірів. Крістал (Енн Кертіс) — жінка, яка вночі шукала порятунку від болю і зустріла вампірів — зокрема, як ми дізнаємося, одного на ім'я Роман (Семюел Калеб Гант) — ці вампіри незвичайні, і з титрів починається розповідь про них. Дерев'яні кілки і сонячне світло їх не вбивають. На них не впливають хрести. Коли їх заражають, вони мають сім днів на вбивство, і це вбивство робить їх безсмертними (чим сильніша жертва, тим сильнішими вони будуть). Кожен вампір отримує унікальний магічний клинок, який є єдиною зброєю, здатною їх убити. Походження цих клинків залишається невідомим. Єдиний спосіб їх убити — це використати цей клинок.
Молода дівчина Крістал закохується у злочинця Романа. Роман втягує її у «гріховне» життя. Фільм показує Крістал, яка працює в престижному стриптиз-клубі. Клієнт починає приставати, і його вбиває найманий вбивця Романа, Білл (Джеймі Гарріс). Це переплітається зі сценами навколо копа на ім'я Деніел (Даріон Баско). Його закадровий голос додає фільму нуарної атмосфери. Найкращий друг Деніела Єремія (Александр Дреймон) найнявся водієм до Крістал.
У них є спільний друг Олівер (Діон Баско), який придумав план викрадення Крістал, щоб вимагати гроші у Романа. Єремія, закоханий у Крістал, виступає проти цього плану. Він не знає, що Роман вирішив, що він буде першим, кого вб'є Крістал-вампірка, а Роман не знає, що Крістал закохалася в Єремію. Коли дівчину викрадають, Єремія її рятує і вони тікають. Білл вбиває викрадачів, а Деніел намагається розібратися в тому, що відбувається, приховуючи все від свого боса, Гоббса (Кліфтон Пауелл).
Персонажі дізнаються про те, що вампірів можна вбити, лише встромивши їх клинок їм у горло. Вони фізично не можуть зробити це з собою і повинні знайти когось, хто захоче їх вбити. Перетворення відбувається через напування новооберненого вампіра кров'ю того, хто його створив, і перетворення може бути скасоване, якщо вони вб'ють «батька» вампіра і вип'ють святу воду з краплею його крові перед тим, як здійснити своє перше вбивство.
Роман наказує своєму поплічнику Біллу, вистежити їх. Тепер Крістал стоїть перед вибором. Вона може вбити Єремію, щоб жити, або виконати нездійсненний план, який може зробити її душу знову людською, щоб вона могла бути з чоловіком, в якого закохалася.

## Акторський склад
- Енн Кертіс — Крістал
- Александр Дреймон — Єремія
- Калеб Гант — Роман
- Джеймі Гарріс — Білл
- Даріон Баско — Деніел
- Кліфтон Пауелл — детектив Гоббс
- Ванесса Евіган — Анна
- Емілі Скіннер — Емілі Гадсон
- Сюзет Ранілло — Тіта Пас
- Кевін Міні — містер Меннінгем
- Джон Джон Бріонес — отець Мена
- Діон Баско — Олівер
- Сем Дж. Ворнер — Арні
- Наталіна Маджіо — Янні
- Клейтон Ронер — багатий білий хлопець
- Мелоді Бутіу — Ангел
- Керол Джонс — Нора
- Аллі Крайп — Саша
- Фалеоло Алайліма — вишибала
- Адам Гіффорд — Макс
- Барклай ДеВо — детектив Кубер

## Відгуки
На сайті-агрегаторі рецензій Rotten Tomatoes 20 % з 5 відгуків критиків є позитивними, а середня оцінка становить 2/10. Незважаючи на загалом негативні відгуки — Sacramento News & Review назвав фільм «аматорським і незграбним», а Los Angeles Times — «недорозвиненим», — критики відзначили операторську роботу і аплодували «найкращим зусиллям працьовитих акторів».
The Village Voice дав неоднозначну оцінку фільму, вважаючи сюжет «менш послідовним», але заявивши, що фільм «виглядає старішим, ніж є насправді» і що вона «сягає корінням у часи, коли властивості вампіризму мали можливість мерехтіти перед очима — коли істоти були менш передбачуваними, а не кодифікованими з точністю відеоігор».
The New York Times описала Кертіс як неправильну роль, але зазначила, що «було б цікаво побачити її в більш приземленій ролі». З іншого боку, Los Angeles Times написала, що «фільм виглядає як марнославний проект» Кертіса.